# Vincent Fondeviole
Vincent Fondeviole (Saint-Sever, 17 de febrero de 1965) es un deportista francés que compitió en piragüismo en la modalidad de eslalon. Ganó dos medallas de plata en el Campeonato Mundial de Piragüismo en Eslalon, en los años 1993 y 1997.

## Palmarés internacional
| Campeonato Mundial | Campeonato Mundial   | Campeonato Mundial | Campeonato Mundial |
| Año                | Lugar                | Medalla            | Competición        |
| ------------------ | -------------------- | ------------------ | ------------------ |
| 1993               | Mezzana (Italia)     | Medalla de plata   | K1 por equipos     |
| 1997               | Três Coroas (Brasil) | Medalla de plata   | K1 por equipos     |